# Đorđija Pulevski
Đorđija Pulevski ili Đorđ Pulevski (makedonski: Ѓорѓија Пулевски ili Ѓорѓи Пулевски) (Galičnik, 1817.  - Sofija, 13. veljače 1893.) - makedonski pisac, leksikograf, povjesničar i vojskovođa. Pulevski je autor prve tiskane makedonske gramatike i autor jednog od prvih rječnika na makedonskom jeziku. 

## Rane godine
Rođen je u selu Galičnik. Bio je migrantski radnik u Rumunjskoj, nastavio je život kroz razne oslobodilačke ratove i ustanke u drugoj polovici 19. stoljeća. Počeo je borbu za slobodu svoga naroda, istovremeno sudjelujući u oslobodilačkoj borbi ostalih balkanskih naroda.

## Dobrovoljac u borbama
Vjerujući, da se bori za domovinu, Pulevski se najprije kao dragovoljac uključio u oslobodilačke akcije u događajima 1862.-1863. kada se kao vodnik pontonske čete borio protiv turske posade u Beogradu. Potom je nakon izbijanja srpsko-turskog rata (1876.) ponovno stupio u srpsku vojsku kao dobrovoljac. Rusko-turski rat počeo je sljedeće godine i Pulevski je ponovno sa svojom četom bio u redovima prethodnice ruske vojske prilikom oslobađanja Bugarske. Jedrenskim primirjem i Sanstefanskim predugovorom obustavljena je okupacija Makedonije. Ali iduće godine (1878.) Pulevski ponovno aktivno sudjeluje kao vojvoda u Kresnenskom ustanku, stavljajući se izravno u funkciju borbe za slobodu makedonskog naroda.

## Borac za makedonski jezik
Ništa manje važno nije njegovo kulturno-nacionalno djelovanje kao leksikografa, gramatičara, pjesnika, folklorista, etnografa i povjesničara. Njegovo prvo objavljeno djelo bio je Rječnik četiriju jezika (ili četrojezičnosti, nekad znan i kao dvojezičnik), objavljen u Beogradu 1873. Zapravo je dvojezični, jer u rubrici srpski jezik daje leksičku građu iz dva bliska, ali ipak različita jezika: makedonskog i srpskog. Druga objavljena knjiga Pulevskog je Rječnik triju jezika (trojezični), također objavljen u Beogradu 1875. godine. Ovo djelo je posebno važno zbog jasne koncepcije i otvoreno iznesene ideje o domovini Makedoniji, makedonskom narodu i makedonskom jeziku kao posebnom u slavenskom svijetu.

## U Bugarskoj
Nakon neuspjeha makedonskog Kresnskog ustanka i njegovog odlaska u Sofiju, Pulevski je 1879. zasebno objavio prvu makedonsku domoljubno-političku pjesmu „Samovila Makedonska”, u kojoj spominje Filipa Makedonskog i Aleksandra Makedonskog kao pretke današnjih Makedonaca, 300 godine prije Krista. Odražava ideologiju makedonskih sudionika Makedonskog (Kresnenskog) ustanka.Tada je objavio i prvu zasebnu zbirku pjesama na makedonskom jeziku u makedonskoj književnoj povijesti „Makedonska pjesmarica” (u dvije knjižice). Zbirka pjesama sadrži tri osobne i više narodnih pjesama.
Zbirka makedonskih narodnih pjesama bila je vrlo pozitivno prihvaćena među makedonskim emigrantima u Bugarskoj. Konstantin Vezenkov bio je oduševljen domoljubljem svog poznanika Đorđija Pulevskog izraženim u njegovim izvornim pjesmama o Filipu i Aleksandru Makedonskom, pa je odlučio neke od njih objaviti u listu „Marica”. Sljedeće 1880. godine izlazi „Slognica Recovska”, prva objavljena gramatika makedonskog jezika. Pulevski je pokušao stvoriti temeljne norme u makedonskom književnom jeziku, spajajući srednjomakedonski dijalekt sa slavenskom pisanom tradicijom u Makedoniji, stvarajući vrlo zanimljiv leksikon i posuđujući riječi iz drugih slavenskih jezika, ali uvijek izrazito makedoniziranih.

## Slavomakedonska literaturna družina
U sklopu djelovanja Pulevskog među makedonskim iseljenicima u Sofiji je i osnivanje Slavomakedonskog književnog društva 1888. pod njegovim predsjedanjem. Ima poseban značaj kao prva makedonska književna udruga uopće i samo je još jedan dokaz njezina domoljubnog kulturnog djelovanja i nacionalno-političkog usmjerenja.
No, posebno mjesto u predstavljanju Pulevskoga djela zauzima njegova slavensko-makedonska opća povijest, koja je završila 1892. godine neposredno prije njegove smrti. Ovo njegovo kapitalno djelo u cijelosti su objavili Makedonska akademija znanosti i umjetnosti i Fondacija Trifun Kostovski 2003. godine, a dio, tj. "Car Veliki Aleksandrov" objavio je Institut za nacionalnu povijest 2005. godine. u Makedoniji pod naslovom "Makedonska Aleksandrida", a oba izdanja uredili su akademik Blaže Ristovski i prof. dr. Biljana R. Josifovska.
Djelo koje je objavljeno na izvornom pisanom jeziku - mijačkom govoru iz Galičnika i pokriva život Aleksandra Velikog od njegova rođenja, pohode u Egipat i Indiju do njegove smrti. Ne treba zanemariti ni njegov opsežni rukopis pod naslovom „Jezik”, dovršen također u Sofiji, koji je poseban priručnik za učenje makedonskog jezika.

## Galerija
- Potpis Đorđa Pulevskog
- Đorđija Pulevski
- Slika sela Galičnika
- Njegova knjiga četrojezičnik
- Trijazičnik Đorđa Pulevskog